# Władimir Azar
Władimir Nikołajewicz Azar (Azarienko-Zarowski), ros. Владимир Николаевич Азар (Азаренко-Заровский) (ur. w 1920, zm. 26 lipca 1984 w San Francisco) – rosyjski działacz i wydawca emigracyjny, oficer 1 Szturmowej Brygady Przeciwpancernej "Russland" pod koniec II wojny światowej
Mieszkał w Jugosławii. Ukończył tam 1 Rosyjski Korpus Kadetów. Podczas II wojny światowej wstąpił do Rosyjskiej Armii Wyzwoleńczej (ROA), otrzymując stopień podporucznika. Służył w Rosyjskim Oddziale Niszczycieli Czołgów płk. Igora K. Sacharowa, który został rozwinięty w 1 Szturmową Brygadę Przeciwpancerną "Russland" pod dowództwem płk. Gałkina. Został odznaczony Żelaznym Krzyżem 2 klasy. Po zakończeniu wojny wyjechał do USA. Założył w San Francisco rosyjskie wydawnictwo "Globus", które publikowało po rosyjsku różne emigracyjne publikacje, najczęściej o charakterze antykomunistycznym.